# Christian Süß
Christian Süß je njemački stolnotenisač. Rođen je 28. srpnja 1985. u Ahlenu, u saveznoj pokrajini Sjeverna Rajna-Vestfalija. Nastupa za njemačku stolnotenisku reprezentaciju. Njegov najviši plasman na svjetskoj ljestvici je bilo 17. mjesto (u studenome 2010. godine), dok je sada 32. Trenutno živi u Düsseldorfu. Pokrovitelj mu je tvrtka Andro. Njegov sadašnji klub je Borussia Düsseldorf.
U parovima igra s Timom Bollom, a u momčadi s Timom Bollom i Dimitrijem Ovtcharovom (za Njemačku).

## Vanjske poveznice
- Službena stanica Christiana Süßa  Arhivirana inačica izvorne stranice od 15. listopada 2012. (Wayback Machine)
- Podaci o Christianu Süßu  Arhivirana inačica izvorne stranice od 18. svibnja 2011. (Wayback Machine)